# 拉沃尼亞 (喬治亞州)
拉沃尼亞（英語：Lavonia）是一個位於美國喬治亞州富蘭克林縣和哈特縣的城市。

## 地理
拉沃尼亞的座標為34°26′10″N 83°06′23″W / 34.43611°N 83.10639°W，而該地的平均海拔高度為260米（即853英尺）。

## 人口
根據2010年美國人口普查的數據，拉沃尼亞的面積為11.89平方千米，當中陸地面積為11.82平方千米，而水域面積為0.07平方千米。當地共有人口2156人，而人口密度為每平方千米181.33人。